# أجاق كندي
أجاق‌ كندي هي قرية في مقاطعة هشترود، إيران. عدد سكان هذه القرية هو 91 في سنة 2006.